# Max Payne
Max Payne — відеогра у жанрі шутера від першої особи, розроблена Remedy Entertainment і видана Gathering of Developers. У центрі сюжету Макс Пейн — колишній детектив поліції Нью-Йорка, який намагається розкрити вбивство своєї родини, розслідуючи таємничий новий дизайнерський наркотик під назвою «Валькірін». В процесі цього, Макс вплутується у масштабний заколот, до якого залучені велика фармацевтична компанія, організована злочинність, таємне товариство та військові США. Гра активно використовує неонуар-стилістику, поєднуючи її з статичними панелями графічних романів (з закадровим голосом), що служать основним засобом сюжетної оповіді. Гра черпала натхнення з детективних романів Мікі Спіллейна, гонконгських бойовиків Джона Ву та скандинавської міфології. Також це була одна з перших відеоігор, де було використано кінематографічний прийом «Bullet time», популяризований фільмами Матриця.
Max Payne спочатку була випущена оригінальним розробником Remedy Entertainment на платформі Microsoft Windows у липні 2001 року, пізніше у грудні того ж року студія Rockstar Games перенесла гру на PlayStation 2 і Xbox, а вже у липні 2002 року MacSoft і Feral Interactive випустили версію для Mac OS X. Версію гри для Game Boy Advance, що використовувала ізометричну перспективу, зберігаючи більшість геймплейних елементів оригіналу, було випущено Rockstar Games у грудні 2003 року, а вдосконалений порт для мобільних пристроїв був опублікований у 2012 році, цей випуск приурочили до релізу Max Payne 3. Версія гри для Dreamcast також була запланована, але згодом скасована через припинення підтримки консолі в 2001 році. Max Payne також стала доступною на Xbox 360 в рамках програми Xbox Originals у 2009 році, на PlayStation 3 в рамках PS2 Classic у 2012 році, на PlayStation 4 у 2016 році, а також на Xbox One і Xbox Series X/S з 2021 року завдяки програмам зворотньої сумісності й емуляції консолей.
Оригінальна версія Max Payne отримала позитивні відгуки від критиків. Добре оцінили захопливі бойові зіткнення та використання оповідальних прийомів нуару, тоді як критикували лінійний дизайн рівнів і загальну коротку тривалість. Гра отримала велику кількість нагород, включаючи BAFTA, як «Відеогра року» та носить статус культової, а деякі критики називають її однією з найкращих відеоігор коли-небудь створених. Успіх оригіналу започаткував франшизу Max Payne, включаючи продовження Max Payne 2: The Fall of Max Payne, знову розроблену Remedy і видану Rockstar у жовтні 2003 року, і Max Payne 3, розроблену суто Rockstar і випущену в травні 2012 року. Екранізація першої гри вийшла в жовтні 2008 року. 2022 року було оголошено, що Remedy сумісно з Rockstar працюють над ремейками перших двох оригінальних ігор для платформ Microsoft Windows, PlayStation 5 і Xbox Series X/S.

## Ігровий процес

Геймплей під час бойового зіткнення: активована «Bullet time» механіка, коли час сповільнюється, а гравець має змогу прицілитися та продумати свою подальшу стратегію. На екрані також показана зброя, яку використовує Макс, кількість доступних набоїв та лікувальних предметів.

Max Payne — це шутер від третьої особи, в якому гравець виступає в ролі головного персонажа серії Макса Пейна. Головною особливістю ігрового процесу є використання механіки bullet time в перестрілках з ворогами, коли час сповільнюється до такої міри, що швидкість руху куль та інших снарядів є настільки низькою, що можна розгледіти їх неозброєним оком. Хоча швидкість рухів Макса також сповільнюється, гравець все ще може прицілюватися та реагувати в режимі реального часу, що дає більше можливостей для планування та реагування на дії ворогів.

Спочатку гравці озброєні 9-міліметровим пістолетом, але в ході гри стає доступною інша зброя, включаючи автомати та вибухівку, причому Макс може використовувати деяку зброю стріляючи з обох рук, це збільшує кількість завданої ворогам шкоди за рахунок більшого споживання патронів. Всього у грі доступно 14 видів зброї:
- Холодна зброя
Обрізок труби
Бейсбольна бита
- Пістолети
Desert Eagle
Beretta 92FS
- Рушниці
Mossberg 500
Pancor Jackhammer
Обріз двоствольної рушниці
- Пістолети-кулемети
Ingram MAC-10
- Штурмові гвинтівки
Colt Commando
- Снайперські гвинтівки
M24
- Гранатомети
M79
- Метальна зброя
Граната
Коктейль Молотова
- Кулемети
M134 Minigun

У разі поранення Макс може відновити здоров’я, приймаючи знеболюючі, які можна знайти в медичних шафах та інших контейнерах або взяти у вбитих ворогів. Просування по рівнях є лінійним, іноді з незначними елементами платформера та розв'язанням нескладних головоломок. Сюжетна лінія гри часто просувається вперед гравцем після внутрішнього монологу Макса, коли персонаж визначає, якими мають бути його наступні кроки. Для передачі ширшої картини основної історії в ключових моментах сюжету гравцю показуються інтерлюдії стилізовані під графічний роман.
Окрім стандартної складності гри «Втікач» (англ. Fugitive), у грі також є режим «Зварений вкруту» (англ. Hard-Boiled), де завдана гравцю шкода збільшена, а запас здоров’я та боєприпасів зменшено; «Мрець» (англ. Dead on Arrival), що обмежує гравця лише сімома збереженнями на главу і «Хвилинка» (англ. New York Minute), де гравець повинен досягти контрольних точок на рівні до того, як закінчиться час, виділений на проходження, тоді як вбивство ворогів поповнює запас часу. Після завершення гри на «Мерці» гравець відкриває окремий режим безкінечної перестрілки «Останній виклик» (англ. The Last Challenge також знаний як «End Combat» або «Final Battle» в інших випусках).
Протягом гри розвиваються міні-сюжети у формі телевізійних шоу, серіалів і реклами, які гравець може переглянути на телевізорах, розставлених на рівнях. Деякі шоу і серіали засновані на реально існуючих прототипах. Гра має спеціальний скрипт для автоматичного регулювання складності. Якщо гравець помирає занадто часто, то знизиться влучність і витривалість супротивників, і навпаки.
На релізі разом з грою постачався функціональний редактор MAX-FX, що дає змогу створювати нові рівні та вносити зміни в ігровий світ.

## Сюжет

Статичні панелі на кшталт графічних романів (з закадровим голосом) служать основним засобом сюжетної оповіді — елемент, звичайний для жанру неонуар.

Макс Пейн (Джеймс Маккеффрі) — колишній офіцер поліції Нью-Йорка, нині агент DEA, чию дружину Мішель (Гевіленд Морріс) і новонароджену доньку Роуз вбили озброєні наркомани під дією нового дизайнерського наркотику під назвою «Валькір». 2001 року, через три роки після їх смерті, Макс працює під прикриттям у синдикаті організованої злочинності Панчінелло, що контролює торгівлю Валькіром. Його колега з DEA, Б.Б., (Адам Ґруппер) організовує зустріч між Максом і його другом і колишнім колегою Алексом Балдером (Кріс Філліпс) на станції метро. Чекаючи на Алекса, Макс випадково вступає в перестрілку з бандитами, які працюють на заступника Панчінелло Джека Лупіно (Джефф Гернер) і влаштовують пограбування банку через покинутий тунель метро. Коли Алекс прибуває, його вбиває невидимий вбивця і підставляє Макса за вбивство, розкриваючи його прикриття.
Макс, за яким тепер полює як поліція, так і мафія, що тепер розкрила його поліцейське прикриття, шукає Вінні Ґоґнітті (Джо Далло), праву руку Лупіно, в надії, що той приведе його до самого Лупіно. Він виявляє, що російська мафія на чолі з Владіміром Лемом (Домінік Гокслі) розпочали війну з родиною Панчінелло. Піймавши Ґоґнітті, Макс допитує його та дізнається де ховається Лупіно і вбиває того. Він зустрічає Мону Сакс (Джулія Мурні), найману вбивцю та невістку дона Анджело Панчінелло (Джо Раньо). Мона, прагнучи помститися Панчінелло за жорстоке поводження з її сестрою та не бажаючи, щоб Макс став на її шляху, дає йому напій з отрутою. Випивши, Макс втрачає свідомість, після чого його знаходять мафіозі та забирають на тортури, але йому вдається втекти.
Макс укладає партнерство з Лемом, який повідомляє йому про вантажне судно з вогнепальною зброєю, яку деякі з колишніх поплічників Лема мають намір продати Панчінелло. Захопивши зброю, Макс намагається заманити Панчінелло в пастку, але сам потрапляє в засідку. Після втечі Макс штурмує садибу Панчінелло і виявляє, що той лише маріонетка в більш масштабнішій змові. В цей момент садибу захоплюють найманці, які вбивають Панчінелло та вводять Максу смертельну дозу Валькіра.
Після чергового кошмару, викликаного наркотиками, Макс прямує до старого сталеливарного цеху, де найманці перегруповуються. Там він знаходить прихований підземний військовий науково-дослідний комплекс і виявляє, що Валькір є результатом «Проєкту Валгалла», військового експерименту часів війни в Перській затоці з підвищення витривалості та морального духу солдатів за допомогою хімічних удосконалень. Проєкт було призупинено через погані результати, але його таємно відновила Ніколь Горн (Джейн Дженнаро) через свою фармацевтичну компанію. Коли Мішель, дружина Макса, випадково дізналася про незаконні експерименти компанії Горн, та замовила вбивство її та її родини. Макс втікає з бункера після того, як ініціює там протокол самознищення.
Макс, з’ясувавши, що Б.Б. весь цей час був посібником Горн, і це саме він підставив Макса при вбивстві Алекса, погоджується зустрітися з ним на автостоянці, де вбиває його. Потім Макса викликають на зустріч з таємним товариством під назвою «Внутрішнє коло» (англ. Inner Circle), яке весь цей час спостерігало за ним. Їх лідер, Альфред Воден (Джон Рендолф Джонс), розповідає, що Горн колись також була членом цього товариства, і просить Макса вбити її в обмін на те, щоб розібратися з висунутими проти нього звинуваченнями у вбивстві поліцейського. Вони потрапляють в засідку людей Горн, але і Макс, і Воден втікають. Макс прибуває до штаб-квартири Горн, де знову зустрічає Мону Сакс, яку Горн найняла для його вбивства. Мона відмовляється від контракту, і на очах Макса її вбивають, після чого її тіло таємничим чином зникає. Макс розправляється з Горн і коли поліція Нью-Йорка штурмує будівлю, Макс здається і його беруть під варту. Він помічає Водена серед натовпу перехожих і посміхається, знаючи, що Воден забезпечить його захист.

## Розробка
Remedy Entertainment працювали над ідеєю «бойовика від третьої особи» починаючи з 1996 року, після завершення роботи над своєю першою грою Death Rally, натхненні спочатку Loaded, а потім успіхом Tomb Raider, хоча намагалися уникнути її «жахливої системи камер». За словами сценариста гри, Сема Лейка, для нього «відправною точкою був архетип приватного детектива, затятого поліцейського», який буде використовуватися в грі з «глибшою, більш психологічною» історією. Невдовзі було створено прототип гри та дизайн-документ проєкту з робочими назвами Dark Justice та Max Heat (гра слів тут полягає у схожих за концепціями телешоу під назвою Dick Justice та порнофільмі Max Heat — відсилки до обох присутні у Max Payne 2), котрі показали 3D Realms та невдовзі підписали угоду про розробку. Провідним дизайнером проєкту став Петрі Ярвілехто, який хотів зробити кінемтографічні прийоми bullet time і сповільнену зйомку відмінною рисою та основною механікою їхньої гри. Завдяки своєму досвіду у програмуванні, команда створила власний ігровий рушій. Сем Лейк був призначений автором сценарію, куди додав елементи, характерніші для жанру кримінальної літератури та нуар-фільмів. Для ігрових текстур команда хотіла використати реальні фотографії і у 1999 році дизайнери вирушили з Фінляндії до Нью-Йорка, щоб дослідити місто та отримати ідеї для ігрових локацій. У супроводі двох охоронців з Департаменту поліції Нью-Йорка вони зробили тисячі фотографій.

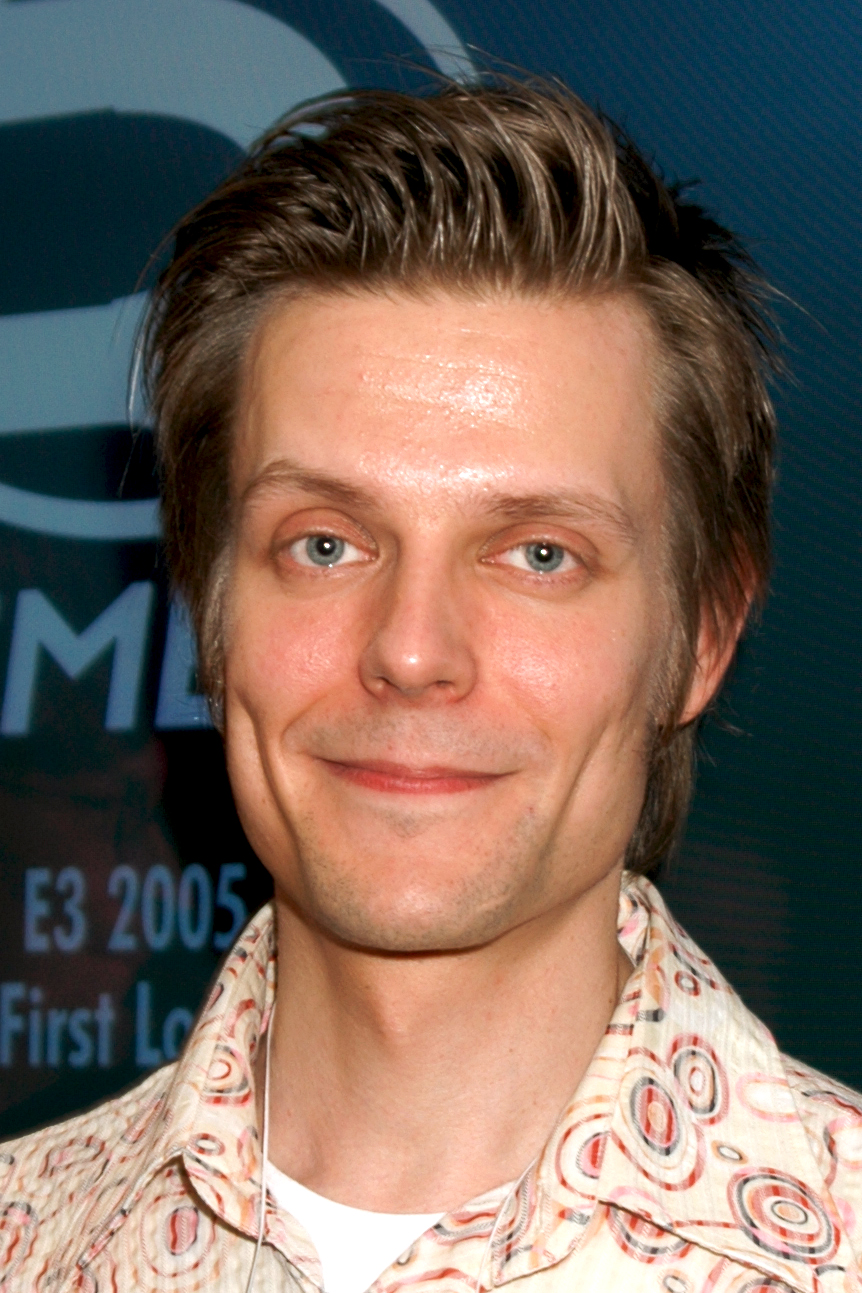
Особа головного героя було списано з Сема Лейка, сценариста і дизайнера гри

Для катсцен розробники вибрали панелі коміксів з позакадровою озвучкою, що виявилось ефективнішим та дешевшим у використанні прийомом, ніж повністю анімована кінематографіка. Команда також зазначила, що панелі коміксів змушують гравця інтерпретувати кожен фрейм самостійно, а «нюанси є в голові читача [...] і було б набагато важче досягти цього рівня за допомогою роликів на ігровому рушії чи навіть пререндерених кінематографічних сцен». Також панелі коміксів було значно легше реорганізувати, якщо потрібно було змінити сюжет під час розробки.
Remedy використовували власний ігровий рушій, який вони назвали MaxFX (або MAX-FX, розроблявся з початку 1997 року). Єдиними іграми, які використовували цей рушій, були Max Payne та Max Payne 2, редактор рівнів MaxFX також було включено у випуск оригінальної гри. Ліцензію на MAX-FX продали Futuremark, котрі використовували його для своїх 3DMark бенчмарків, останнім з яких був 3DMark 2001 Second Edition.
Перший трейлер, що демонстрував ранню версію сюжету гри та геймплей, показали на E3 1998 року, привернувши значний інтерес публіки завдяки інноваційному вмісту та ефектам (особливо 3D-системі зображення диму та спалахів дула), хоча 3D Realms пізніше стверджували, що навмисно уникали надмірного хайпу гри. Запланований на літо 1999 року реліз неодноразово відкладали та суттєво оновлювали різні аспекти гри. Зокрема, графічну складову було суттєво покращено, щоб мати набагато реалістичніші текстури та освітлення, тоді як багатокористувацький режим було повністю видалено. Гра була випущена для Microsoft Windows 24 липня 2001 року. Запланованою датою релізу зазначався день до цього, але помилка в митній формі для відправлення з виробничого підприємства в Канаді змусила FedEx відправити всі копії гри до Мемфіса, штат Теннессі, замість Далласа у штаті Техас, так що видавцю довелося терміново найняти сторонню транспортну компанію, щоб перевезти їх до місця призначення.
Після виходу гри права на франшизу Max Payne були викуплені американським розробником і видавцем Take-Two Interactive, внутрішні студії якого в тому ж 2001-му році випустили порт гри на консолі PlayStation 2 і Xbox. У 2002-му році також вийшов порт гри на Mac OS X.

### Порт для Game Boy Advance
GBA версія гри була розроблена в 2003 році Möbius Entertainment (пізніше перейменована у Rockstar Leeds). Оскільки Game Boy Advance є менш потужною платформою, цей порт суттєво відрізняється від версій для ПК та її портів для Xbox і PlayStation 2: замість 3D-шутера гра побудована на спрайтовій графіці та показана з ізометричної перспективи. Однак інші особливості ігрового процесу залишилися дуже схожими на оригінал, включаючи використання полігональної графіки для персонажів. Сюжет також залишився без змін, хоча деякі рівні з оригіналу опущено.

### Порти для мобільних платформ
6 квітня 2012 року було оголошено про випуск Max Payne Mobile для Android та iOS. Гра була випущена для iOS 13 квітня 2012 року, тоді як версію для Android було відкладено до 14 червня 2012 року. Ніяких серйозних змін окрім оновлення графічної складової до гри внесено не було. 18 березня 2013 року було випущено оновлення для виправлення критичної помилки, через яку користувачі не могли отримати доступ до своїх хмарних збережень.

## Продажі
У перший місяць продажів було реалізовано приблизно 82 000 копій. Max Payne стала 19-ю найпродаванішою відеогрою США 2001 року з внутрішніми продажами у 300 782 копії та доходом у $13,8 млн. У Сполучених Штатах до 2006 року було продано 430 тис. копій для ПК, що склало $16,9 млн доходу та 1,6 млн копій для PlayStation 2, які принесли $56 млн прибутків. За даними Edge та Next Generation, це зробило Max Payne 33-ю найпродаванішою відеогрою в країні, випущеною між 2000 і 2006 роками, і 26-ю найпродаванішою грою на платформах PlayStation 2, Xbox або GameCube в цьому ж часовому проміжку.
Асоціація видавців програмного забезпечення для розваг і дозвілля (ELSPA) присудила ПК-версії Max Payne «срібну» нагороду, а її версії для PlayStation 2 — «золоту», що вказує на продажі у Великобританії щонайменше в 100 тис. і 200 тис. копій відповідно. Загальна кількість продажів склала 4 млн копій.

## Оцінки і відгуки
| Агрегатор    | Оцінка                                                  |
| ------------ | ------------------------------------------------------- |
| GameRankings | (PC) 89,26 % (Xbox) 85,95 % (PS2) 79,81 % (GBA) 79,68 % |
| Metacritic   | (PC) 89/100 (Xbox) 89/100 (PS2) 80/100 (GBA) 78/100     |

| Видання         | Оцінка |
| --------------- | ------ |
| AllGame         | [ 48 ] |
| Edge            | 6/10   |
| GamePro         | [ 50 ] |
| GameSpot        | 9.2/10 |
| GameZone        | 9.2/10 |
| IGN             | 9.5/10 |
| Next Generation | [ 54 ] |

Max Payne отримала загалом позитивні відгуки. AllGame високо оцінили атмосферу, дизайн рівнів і звукову складову гри, водночас зазначивши, що «історія інколи передбачувана та сповнена кліше» і що «на відміну від Half-Life, де геймплей ідеально інтегрований з простою, але доречною історією, Max Payne часто вириває вас із контексту та змушує дивитися на погано намальований графічний роман, слухаючи посередні діалоги». Рецензія також відзначає низьку реіграбельність та відсутність мультиплеєру. Edge похвалили Max Payne за успішну інтеграцію bullet time механіки, але розкритикували «лінійний і пустий» дизайн рівнів. Хоча графіку загалом хвалили за текстури з високою роздільною здатністю, моделям персонажів бракувало анімованих виразів обличчя — IGN розкритикували «гримасу на обличчі головного персонажа, яка виглядає наче в нього постійний закреп».
Версія для PlayStation 2 страждала від зниження деталізації зображення та падіння fps, оскільки системні вимоги гри балансували на межі потужності тодішнього покоління консолей. Крім того, рівні були розбиті на дрібніші частини, щоб не перевантажувати 32МБ-ну оперативну пам’ять PlayStation 2. Згідно з IGN, постійні завантаження призвели до «порушення імерсивності та напруги сюжету». Поза тим, версія для PlayStation 2 стала вдалим портом, який зберіг увесь вміст оригіналу. GameSpot дали грі оцінку 8/10 (порівняно з 9,2, якими вони оцінили версії для ПК і Xbox), зауваживши, що PS2 не є платформою вибору для цієї гри. Max Payne Mobile отримала загалом позитивні відгуки. Критики хвалили покращену HD-графіку, вказуючи, проте, на вік гри та проблеми з сенсорним керуванням.

## Нагороди
Гра отримала безліч щорічних нагород за 2001 рік, включаючи «Найкраща ПК-відеогра» від БАФТА і ECTS; Golden Joystick від Dennis Publishing; «Гра року», «Найкраща графіка» (ПК-відеогра) і «Найкращий ПК-бойовик» від The Electric Playground; «Найкраща гра за вибором читачів» і «Найкраща гра для ПК» від Pelit; «Гра року» від The Augusta Chronicle; «Найкраща ПК-відеогра» від Amazon; «Гра року для ПК» від Shacknews і GameZone; «Вибір редакції» від Game Revolution; «Найкращий ігровий персонаж» і «Найкраща кінематографічність» від Eurogamer; «Вибір читачів», «Найкращий однокористувацький бойовик» і «Найкраща гра для Xbox» за версією GameSpot; «Вибір читачів», «Найкращий сюжет», «Найкраща графіка» та «Найкращий звуковий супровід», «Найкраща пригодницька гра» (Xbox) і «Вибір редакції» від IGN; «Вибір гравців» (Xbox) від Games Domain; «Найкращий трюк» за версією GameSpy (також змагалася в категоріях «Найкраща кінематографія» та «Найкращий трейлер»); і «Вибір редакції» та «Найкраща інновація» від Computer Gaming World.
Редакція IGN написала: «Ця гра отримала так багато голосів від читачів, що ми майже вирішили створити категорію «Найкраща Max Payne 2001 року». Журнал також віддав їй 96-у позицію серед кращих PS2-відеоігор, наголосивши, що геймери спочатку згадують про Max Payne, а не про Матрицю, коли думали про bullet time. PC Gamer US вручив Max Payne нагороди за «Найкращий бойовик» і «Найкращу графіку», а редактори підсумували гру як «моторошну, хвилюючу та сюрреалістичну». GameSpot відвели 6-те місце для Xbox-версії Max Payne серед всіх консольних ігор 2001 року. Вона посіла друге місце в щорічному рейтингу видання «Найкраща гра для Xbox», а серед консольних ігор — у категоріях «Найкращий сюжет» та «Найкращий шутер».

## Спадщина
Продовження, Max Payne 2: The Fall of Max Payne, було випущено в 2003 році. Третя гра серії, Max Payne 3, була розроблена і випущена Rockstar Games в 2012 році. У 2022 році було оголошено, що Remedy сумісно з Rockstar працюють над ремейками перших двох оригінальних ігор для платформ Microsoft Windows, PlayStation 5 і Xbox Series X/S на основі власного рушія Remedy, Northlight Engine.

## Екранізація
Екранізація першої гри вийшла в жовтні 2008 року з Марком Волбергом у ролі Макса Пейна та Мілою Куніс у ролі Мони Сакс. Компанією 20th Century Fox знято фільм за мотивами гри. У фільмі розповідається історія першої частини гри. Однак, незважаючи на те, що багато подій фільму повторювали гру, історія докорінно змінилася.